# Ticket to Paradise
Ticket to Paradise è un film del 2022 diretto da Ol Parker.

## Trama
Dopo aver scoperto che la figlia, durante il viaggio fatto a Bali con un'amica per festeggiare la laurea, vuole sposare un ragazzo indigeno che ha appena conosciuto, una coppia di divorziati raggiunge l'isola per cercare di impedire un matrimonio così avventato. I due, nonostante siano in pessimi rapporti, collaborano tra loro, fingendo di appoggiare la figlia, ma in realtà si adoperano in ogni modo, persino rubando gli anelli, per boicottare il matrimonio e, al contempo, iniziano a riavvicinarsi, quando il giovane fidanzato della madre, un affascinante pilota francese, si presenta a sorpresa a Bali e le chiede di sposarla. 
Alla fine i due giovani si sposano con la sincera approvazione dei genitori e rimangono a vivere a Bali. La mamma, il giorno dopo il matrimonio della figlia, rifiuta la proposta di matrimonio del fidanzato. I due ex coniugi, all'inizio della traversata che li sta riportando all'aeroporto per far ritorno negli Stati Uniti, si buttano dal battello per tornare insieme sull'isola.

## Produzione

### Sviluppo
L'Universal Pictures ha annunciato la realizzazione del film il 26 febbraio 2021, annunciando anche che il film avrebbe segnato la quarta collaborazione tra George Clooney e Julia Roberts. Nei mesi successivi è stata confermata la partecipazione al progetto di Kaitlyn Dever, Lucas Bravo e Billie Lourd.

### Riprese
Le riprese principali si sono svolte tra novembre 2021 ed il febbraio successivo nel Queensland e sono state interrotte brevemente nel mese di gennaio a causa dell'aumento di casi di COVID-19.

## Promozione
Il primo trailer di Ticket to Paradise è stato pubblicato il 29 giugno 2022.

## Distribuzione
L'anteprima mondiale è avvenuta il 7 settembre 2022 a Londra e la presentazione nelle sale italiane è stata il 6 ottobre 2022.
L'esordio nelle sale statunitensi è previsto per il 21 ottobre 2022. Il film sarà disponibile su Peacock 45 giorni dopo l'uscita nelle sale.